# Peru az 1984. évi nyári olimpiai játékokon
Peru az egyesült államokbeli Los Angelesben megrendezett 1984. évi nyári olimpiai játékok egyik részt vevő nemzete volt. Az országot az olimpián 10 sportágban 35 sportoló képviselte, akik összesen 1 érmet szereztek.

## Érmesek
| Érem  | Versenyző      | Sportág       | Versenyszám |
| ----- | -------------- | ------------- | ----------- |
| Ezüst | Francisco Boza | Sportlövészet | Trap        |

## Atlétika
Férfi
| Versenyző   | Versenyszám | Előfutam | Előfutam | Előfutam | Elődöntő | Elődöntő | Elődöntő | Döntő   | Döntő    |
| Versenyző   | Versenyszám | Idő      | Hely.    | Össz.    | Idő      | Hely.    | Össz.    | Idő     | Helyezés |
| ----------- | ----------- | -------- | -------- | -------- | -------- | -------- | -------- | ------- | -------- |
| Roger Soler | 5000 m      | 14:28,26 | 10.      | 41.      | kiesett  | kiesett  | kiesett  | kiesett | kiesett  |

Női
| Versenyző   | Versenyszám | Eredmény | Helyezés |
| ----------- | ----------- | -------- | -------- |
| Ena Guevara | Maraton     | 2:46:50  | 35.      |

## Birkózás
Szabadfogású
| Versenyző       | Versenyszám | Vigaszágas kiesés                                                                              | Vigaszágas kiesés | 5. helyért        | Bronz- mérkőzés   | Döntő             | Helyezés    |
| Versenyző       | Versenyszám | Ellenfél Eredmény                                                                              | Hely.             | Ellenfél Eredmény | Ellenfél Eredmény | Ellenfél Eredmény | Helyezés    |
| --------------- | ----------- | ---------------------------------------------------------------------------------------------- | ----------------- | ----------------- | ----------------- | ----------------- | ----------- |
| José Inagaki    | 62 kg       | A csoport · I Dzsonggun (Lee Jeong-Geun) (KOR) · kétvállas · Martin Herbster (FRG) · kétvállas | 7.                | kiesett           | kiesett           | kiesett           | helyezetlen |
| Ivan Valladares | 68 kg       | B csoport · Fevzi Şeker (TUR) · 2–14 · Eric Brulon (FRA) · kétvállas                           | 9.                | kiesett           | kiesett           | kiesett           | helyezetlen |

## Cselgáncs
| Versenyző          | Versenyszám | Csoport | Nyolcaddöntő            | Negyeddöntő       | Elődöntő          | Vigaszág nyolcaddöntő | Vigaszág negyeddöntő | Vigaszág elődöntő | Bronz- mérkőzés   | Döntő             | Helyezés |
| Versenyző          | Versenyszám | Csoport | Ellenfél Eredmény       | Ellenfél Eredmény | Ellenfél Eredmény | Ellenfél Eredmény     | Ellenfél Eredmény    | Ellenfél Eredmény | Ellenfél Eredmény | Ellenfél Eredmény | Helyezés |
| ------------------ | ----------- | ------- | ----------------------- | ----------------- | ----------------- | --------------------- | -------------------- | ----------------- | ----------------- | ----------------- | -------- |
| Fernando Ferreyros | Nehézsúly   | B       | Isidore Silas (CMR) · V | kiesett           | kiesett           |                       |                      |                   |                   |                   | 11.      |

## Evezés
Férfi
| Versenyző                                            | Versenyszám      | Előfutam | Előfutam | Vigaszág | Vigaszág | Döntő | Döntő   | Döntő | Helyezés |
| Versenyző                                            | Versenyszám      | Idő      | Hely.    | Idő      | Hely.    | Típus | Idő     | Hely. | Helyezés |
| ---------------------------------------------------- | ---------------- | -------- | -------- | -------- | -------- | ----- | ------- | ----- | -------- |
| Alfredo Montenegro Francisco Viacava Arturo Valentín | Kormányos kettes | 7:44,73  | 6.       | 7:50,40  | 5.       | B     | 7:52,59 | 6.    | 12.      |

## Kerékpározás

### Országúti kerékpározás
Férfi
| Versenyző      | Versenyszám   | Idő           | Helyezés      |
| -------------- | ------------- | ------------- | ------------- |
| Ramón Zavaleta | Mezőnyverseny | nem ért célba | nem ért célba |

## Lovaglás
Díjlovaglás
| Versenyző         | Ló        | Versenyszám | Selejtező | Selejtező | Döntő   | Döntő    |
| Versenyző         | Ló        | Versenyszám | Pont      | Hely.     | Pont    | Helyezés |
| ----------------- | --------- | ----------- | --------- | --------- | ------- | -------- |
| Mariam Cunningham | El Dorado | Egyéni      | 1317      | 35.       | kiesett | kiesett  |

## Röplabda

### Női
| Perui női röplabdacsapat-játékoskeret                                                           | Perui női röplabdacsapat-játékoskeret                                                      |
| ----------------------------------------------------------------------------------------------- | ------------------------------------------------------------------------------------------ |
| - Carmen Pimentel - Cecilia Tait - Denise Fajardo - Gaby Pérez - Gina Torrealva - Sonia Heredia | - Luisa Cervera - María Cecilia del Risco - Miriam Gallardo - Natalia Málaga - Rosa García |

#### Eredmények
Csoportkör
B csoport
|                 |      | Mérkőzések | Mérkőzések | Szettek | Szettek | Szettek | Pontok | Pontok | Pontok |
| Csapat          | Pont | Gy         | V          | Sz+     | Sz–     | SzA     | P+     | P–     | PA     |
| --------------- | ---- | ---------- | ---------- | ------- | ------- | ------- | ------ | ------ | ------ |
| Japán (JPN)     | 6    | 3          | 0          | 9       | 1       | 9,000   | 143    | 73     | 1,959  |
| Peru (PER)      | 5    | 2          | 1          | 6       | 5       | 1,200   | 123    | 125    | 0,984  |
| Dél-Korea (KOR) | 4    | 1          | 2          | 6       | 6       | 1,000   | 137    | 125    | 1,096  |
| Kanada (CAN)    | 3    | 0          | 3          | 0       | 9       | 0,000   | 55     | 135    | 0,407  |

| 1984. július 30. | Peru (PER)          | 3–0 | Kanada (CAN) |  |
| 1984. július 30. | (15–9, 15–10, 15–4) |     |              |  |

| 1984. augusztus 1. | Japán (JPN)        | 3–0 | Peru (PER) |  |
| 1984. augusztus 1. | (15–8, 15–7, 15–5) |     |            |  |

| 1984. augusztus 3. | Peru (PER)                      | 3–2 | Dél-Korea (KOR) |  |
| 1984. augusztus 3. | (15–8, 15–6, 7–15, 6–15, 15–13) |     |                 |  |

Elődöntő
| 1984. augusztus 5. 18:30 | Peru (PER)           | 0–3 | Egyesült Államok (USA) |  |
| 1984. augusztus 5. 18:30 | (14–15, 9–15, 10–15) |     |                        |  |

Bronzmérkőzés
| 1984. augusztus 9. 16:00 | Japán (JPN)                | 3–1 | Peru (PER) |  |
| 1984. augusztus 9. 16:00 | (13–15, 15–4, 15–7, 15–10) |     |            |  |

| Csapat     | Helyezés |
| ---------- | -------- |
| Peru (PER) | 4.       |

## Sportlövészet
Férfi
| Versenyző    | Versenyszám          | Pont | Helyezés |
| ------------ | -------------------- | ---- | -------- |
| Pedro García | Gyorstüzelő pisztoly | 587  | 19.      |
| Pedro García | Szabadpisztoly       | 532  | 40.      |
| Carlos Hora  | Szabadpisztoly       | 555  | 11.      |
| Justo Moreno | Légpuska             | 567  | 35.      |
| Justo Moreno | Sportpuska, fekvő    | 583  | 45.      |

Nyílt
| Versenyző            | Versenyszám | Pont     | Helyezés |
| -------------------- | ----------- | -------- | -------- |
| Francisco Boza       | Trap        | 192 (23) |          |
| Juan Jorge Giha, Jr. | Skeet       | 177      | 53.      |
| Esteban Boza         | Skeet       | 176      | 55.      |

## Súlyemelés
| Versenyző    | Versenyszám | Szakítás | Szakítás | Lökés    | Lökés    | Összesen | Helyezés |
| Versenyző    | Versenyszám | Eredmény | Helyezés | Eredmény | Helyezés | Összesen | Helyezés |
| ------------ | ----------- | -------- | -------- | -------- | -------- | -------- | -------- |
| Juan Rejas   | 82,5 kg     | 120,0    | 15.      | 150,0    | 16.      | 270,0    | 14.      |
| Jaime Molina | 90 kg       | 130,0    | 24.      | 152,5    | 21.      | 282,5    | 21.      |

## Úszás
Férfi
| Versenyző          | Versenyszám  | Előfutam | Előfutam | Előfutam | Döntő   | Döntő   | Döntő   | Helyezés |
| Versenyző          | Versenyszám  | Idő      | Hely.    | Össz.    | Típus   | Idő     | Hely.   | Helyezés |
| ------------------ | ------------ | -------- | -------- | -------- | ------- | ------- | ------- | -------- |
| Fernando Rodríguez | 100 m gyors  | 54,61    | 4.       | 44.      | kiesett | kiesett | kiesett | kiesett  |
| Fernando Rodríguez | 200 m vegyes | kizárták | kizárták | kizárták | kiesett | kiesett | kiesett | kiesett  |
| Fernando Rodríguez | 100 m hát    | 1:02,27  | 6.       | 34.      | kiesett | kiesett | kiesett | kiesett  |
| Alejandro Alvizuri | 100 m hát    | 1:02,63  | 6.       | 35.      | kiesett | kiesett | kiesett | kiesett  |
| Alejandro Alvizuri | 200 m hát    | 2:13,30  | 6.       | 30.      | kiesett | kiesett | kiesett | kiesett  |
| Oscar Ortigosa     | 100 m mell   | 1:09,07  | 6.       | 41.      | kiesett | kiesett | kiesett | kiesett  |
| Oscar Ortigosa     | 200 m mell   | 2:29,73  | 4.       | 33.      | kiesett | kiesett | kiesett | kiesett  |

Női
| Versenyző      | Versenyszám    | Előfutam | Előfutam | Előfutam | Döntő   | Döntő   | Döntő   | Helyezés |
| Versenyző      | Versenyszám    | Idő      | Hely.    | Össz.    | Típus   | Idő     | Hely.   | Helyezés |
| -------------- | -------------- | -------- | -------- | -------- | ------- | ------- | ------- | -------- |
| Sandra Crousse | 100 m gyors    | 1:01,02  | 6.       | 6.       | kiesett | kiesett | kiesett | kiesett  |
| Sandra Crousse | 200 m gyors    | 2:09,42  | 5.       | 22.      | kiesett | kiesett | kiesett | kiesett  |
| Karin Brandes  | 100 m pillangó | 1:05,96  | 6.       | 26.      | kiesett | kiesett | kiesett | kiesett  |
| Karin Brandes  | 200 m vegyes   | 2:29,87  | 6.       | 24.      | kiesett | kiesett | kiesett | kiesett  |
| Karin Brandes  | 400 m vegyes   | 5:11,92  | 7.       | 18.      | kiesett | kiesett | kiesett | kiesett  |